# Coppa Italia Serie D 2018-2019
La Coppa Italia Serie D 2018-2019 è stata la ventesima edizione della manifestazione organizzata dalla Lega Nazionale Dilettanti.

## Partecipanti
Partecipano a questa edizione 167 delle 168 squadre iscritte al campionato di Serie D 2018-2019: l'unica non ammessa a partecipare è il Villafranca Veronese, ripescato in sovrannumero in Serie D.
La competizione si svolge interamente a eliminazione diretta. Ha preso il via il 24 agosto 2018 e si è conclusa il 18 maggio 2019 con la vittoria del Matelica per 1-0 contro il Messina.

## Regolamento
Il turno preliminare, il primo turno, i trentaduesimi, sedicesimi, gli ottavi di finale ed i quarti di finale e la finale sono strutturati come gara unica. Per queste gare, in caso di parità al termine dei 90 minuti regolamentari, si procederà all’effettuazione dei calci di rigore per determinare la squadra vincitrice. Disputa la prima partita in casa la squadra che in occasione del turno precedente ha giocato il primo match in trasferta e viceversa. Nel caso in cui entrambe le squadre abbiano invece svolto la prima gara del turno precedente in casa, o in trasferta, l'ordine di svolgimento viene stabilito da apposito sorteggio effettuato dal Dipartimento Interregionale. Le semifinali, stabilite secondo sorteggio, sono organizzate in incontri di andata e ritorno, mentre la finale si disputa su un campo neutro.

## Date
Le date dei turni della Coppa Italia 2018-2019 sono state comunicate l'11 agosto 2018.
Lo svolgimento del turno preliminare, inizialmente previsto per il 18 agosto, è stato successivamente posticipato in seguito alla tragedia che ha colpito la città di Genova.
| Fase              | Turno                   | Andata                                            | Ritorno                                           |
| ----------------- | ----------------------- | ------------------------------------------------- | ------------------------------------------------- |
| Turni eliminatori | Turno preliminare       | 24-25-26-29 agosto, 2-19-26 settembre 2018        | 24-25-26-29 agosto, 2-19-26 settembre 2018        |
| Turni eliminatori | 1º turno                | 26 agosto, 1-2-3-4-9-26 settembre, 3 ottobre 2018 | 26 agosto, 1-2-3-4-9-26 settembre, 3 ottobre 2018 |
| Fase finale       | Trentaduesimi di finale | 8-9-26 settembre, 3-10 ottobre 2018               | 8-9-26 settembre, 3-10 ottobre 2018               |
| Fase finale       | Sedicesimi di finale    | 10-24 ottobre 2018                                | 10-24 ottobre 2018                                |
| Fase finale       | Ottavi di finale        | 28 novembre 2018, 9 gennaio 2019                  | 28 novembre 2018, 9 gennaio 2019                  |
| Fase finale       | Quarti di finale        | 30 gennaio 2019                                   | 30 gennaio 2019                                   |
| Fase finale       | Semifinali              | 27 febbraio 2019                                  | 3 aprile 2019                                     |
| Fase finale       | Finale                  | 18 maggio 2019                                    | 18 maggio 2019                                    |

## Calendario

### Turno eliminatorio

#### Turno preliminare
Il turno preliminare prevede la disputa di 48 gare riservato alle seguenti squadre:
- 36 società neopromosse;
- 3 società retrocesse dal campionato di Serie C 2017-2018;
- 18 società vincenti i play-out 2017-2018; e salve con un distacco superiore a punti 8;
- 5 società ripescate;
- 27 società classificatesi al termine della Stagione Sportiva 2017-2018,al dodicesimo, undicesimo e decimo posto nei relativi gironi a 18 squadre, tredicesimo, dodicesimo e undicesimo dei gironi a 19 squadre, quattordicesimo, tredicesimo e dodicesimo nei gironi a 20 squadre, regolarmente iscritte;
- 5 società inserite in sovrannumero (Modena, Avellino, Reggio Audace, Bari e Fidelis Andria);
- 2 società con peggior punteggio età media (Forlì e Lecco).

| Squadra 1          | Risultato       | Squadra 2                 |
| ------------------ | --------------- | ------------------------- |
| 24 agosto 2018     |                 |                           |
| FC Francavilla     | 2 - 3           | Rotonda                   |
| 25 agosto 2018     |                 |                           |
| Cjarlins Muzane    | 3 - 0           | Sandonà 1922              |
| Casale             | 3 - 0           | Stresa                    |
| Sestri Levante     | 2 - 4           | Fezzanese                 |
| 26 agosto 2018     |                 |                           |
| Tamai              | 2 - 1           | Chions                    |
| Clodiense Chioggia | 1 - 0           | Delta Porto Tolle         |
| Trento             | 2 - 1           | Sankt Georgen             |
| Levico             | 1 - 1 (3-5 dtr) | Virtus Bolzano            |
| Montebelluna       | 1 - 3           | Cartigliano               |
| Ambrosiana         | 2 - 1           | Vigor Carpaneto           |
| Ciliverghe Mazzano | 0 - 0 (8-7 dtr) | Adrense                   |
| Olginatese         | 4 - 2           | Scanzorosciate            |
| Ciserano           | 2 - 2 (2-3 dtr) | Calvina Sport             |
| Seregno            | 2 - 3           | Villa d'Almè              |
| OltrepoVoghera     | 1 - 1 (3-5 dtr) | Fanfulla                  |
| Sondrio            | 1 - 3           | Lecco                     |
| Borgaro            | 2 - 3           | Pro Dronero               |
| Lavagnese          | 3 - 2           | Ligorna                   |
| Reggio Audace      | 1 - 0           | Sasso Marconi             |
| Mezzolara          | 1 - 0           | Modena                    |
| Axys Zola          | 2 - 1           | Forlì                     |
| Savignanese        | 1 - 0           | Classe                    |
| Castelfidardo      | 2 - 1           | Santarcangelo             |
| Recanatese         | 1 - 1 (2-4 dtr) | Jesina                    |
| Bastia             | 2 - 0           | Montegiorgio              |
| Trestina           | 2 - 3           | Cannara                   |
| S.N. Notaresco     | 0 - 1           | Giulianova                |
| Aglianese          | 2 - 0           | Prato                     |
| Ghivizzano         | 0 - 0 (3-5 dtr) | Tuttocuoio                |
| Gavorrano          | 2 - 1           | Sangimignano              |
| Scandicci          | 2 - 1           | Sinalunghese              |
| Olympia Agnonese   | 1 - 2           | Campobasso                |
| Anagni             | 1 - 1 (3-4 dtr) | Isernia                   |
| Anzio              | 0 - 2           | Vis Artena                |
| Ladispoli          | 2 - 3           | Flaminia CivitaCastellana |
| Torres             | 0 - 3           | Latte Dolce               |
| Castiadas          | 0 - 0 (6-7 dtr) | Lanusei                   |
| Turris             | 4 - 0           | Pomigliano                |
| Sorrento           | 1 - 0           | Granata 1924              |
| Sarnese            | 0 - 2           | Portici                   |
| Castrovillari      | 1 - 0           | Cittanovese               |
| Locri              | 0 - 2           | Roccella                  |
| Palmese            | 2 - 2 (3-4 dtr) | FC Messina                |
| Sancataldese       | 2 - 2 (2-3 dtr) | Marsala Calcio            |
| 29 agosto 2018     |                 |                           |
| Ostia Mare         | 1 - 1 (4-5 dtr) | Budoni                    |
| 2 settembre 2018   |                 |                           |
| Fidelis Andria     | 0 - 0 (2-4 dtr) | Fasano                    |
| 19 settembre 2018  |                 |                           |
| Avellino           | 0 - 1           | Nola                      |
| 26 settembre 2018  |                 |                           |
| Bari               | 0 - 1           | Bitonto                   |

#### Primo turno
Il primo turno prevede la disputa di 55 gare di sola andata riservato alle seguenti squadre:
- 48 vincenti il turno preliminare;
- 62 aventi diritto, tranne le 8 società partecipanti alla Coppa Italia in organico alla Serie D (Como, Chieri, Rezzato, Campodarsego, Sanremo, Matelica, Albalonga e Picerno) e la finalista della Coppa Italia Serie D 2017-2018, il San Donato Tavarnelle.

| Squadra 1           | Risultato       | Squadra 2                 |
| ------------------- | --------------- | ------------------------- |
| 26 agosto 2018      |                 |                           |
| Este                | 1 - 1 (3-5 dtr) | Legnago                   |
| Pontisola           | 1 - 0           | Caravaggio                |
| Pineto              | 1 - 0           | Sangiustese               |
| Monterosi Tuscia    | A tav.          | Lupa Roma                 |
| Montevarchi         | 3 - 3 (5-3 dtr) | Sangiovannese             |
| Real Forte Querceta | 4 - 1           | Viareggio                 |
| Seravezza           | 1 - 1 (4-3 dtr) | Ponsacco                  |
| Taranto             | 0 - 0 (5-4 dtr) | Nardò                     |
| 1º settembre 2018   |                 |                           |
| Belluno             | 0 - 0 (2-4 dtr) | Trento                    |
| ArzignanoChiampo    | 2 - 1           | Cartigliano               |
| Ambrosiana          | 3 - 2           | Ciliverghe Mazzano        |
| Fezzanese           | 3 - 3 (2-4 dtr) | Lavagnese                 |
| Reggio Audace       | 1 - 0           | Lentigione                |
| Axys Zola           | 0 - 1           | Mantova                   |
| 2 settembre 2018    |                 |                           |
| Tamai               | 2 - 1           | Cjarlins Muzane           |
| Adriese             | 1 - 1 (3-4 dtr) | Clodiense Chioggia        |
| Union Feltre        | 0 - 0 (4-2 dtr) | Virtus Bolzano            |
| Olginatese          | 1 - 1 (2-3 dtr) | Villa D’Almè              |
| Calvina             | 2 - 2 (2-4 dtr) | Darfo Boario              |
| Fanfulla            | 1 - 2           | Pavia                     |
| Virtus Bergamo      | 0 - 1           | Lecco                     |
| Folgore Caratese    | 2 - 2 (4-3 dtr) | Pro Sesto                 |
| Arconatese          | 2 - 1           | Milano City               |
| Inveruno            | 2 - 5           | Caronnese                 |
| Borgosesia          | 0 - 1           | Casale                    |
| Bra                 | 4 - 1           | Pro Dronero               |
| Savona              | 8 - 0           | Massese                   |
| Mezzolara           | 1 - 0           | Fiorenzuola               |
| Savignanese         | 2 - 0           | Cesena                    |
| Sammaurese          | 1 - 0           | San Marino                |
| Castelfidardo       | 3 - 2           | Jesina                    |
| Bastia              | 0 - 3           | Cannara                   |
| Francavilla         | 2 - 2 (3-5 dtr) | Giulianova                |
| Pro Vasto           | 3 - 0           | Avezzano                  |
| Latte Dolce         | 0 - 1           | Lanusei                   |
| Trastevere          | 1 - 1 (8-9 dtr) | Flaminia CivitaCastellana |
| S.F.F. Atletico     | 1 - 1 (5-6 dtr) | Gavorrano                 |
| Latina              | 1 - 2           | Vis Artena                |
| Cassino             | 4 - 2           | Isernia                   |
| Pianese             | 2 - 1           | Scandicci                 |
| Aglianese           | 0 - 0 (3-4 dtr) | Tuttocuoio                |
| Audace Cerignola    | 5 - 0           | Campobasso                |
| Gragnano            | 1 - 1 (6-5 dtr) | Portici                   |
| Turris              | 2 - 1           | Nocerina                  |
| Savoia              | 1 - 0           | Gelbison                  |
| Rotonda             | 0 - 0 (3-4 dtr) | Castrovillari             |
| Gela                | 1 - 1 (5-4 dtr) | Troina                    |
| Roccella            | 0 - 1           | FC Messina                |
| Messina             | 3 - 1           | Igea Virtus               |
| Acireale            | 2 - 2 (6-7 dtr) | Marsala Calcio            |
| 3 settembre 2018    |                 |                           |
| Crema               | 0 - 2           | Pergolettese              |
| 4 settembre 2018    |                 |                           |
| Budoni              | 1 - 2           | Aprilia                   |
| 9 settembre 2018    |                 |                           |
| Gravina             | 1 - 1 (3-4 dtr) | Fasano                    |
| 26 settembre 2018   |                 |                           |
| Sorrento            | 1 - 1 (4-3 dtr) | Nola                      |
| 3 ottobre 2018      |                 |                           |
| Team Altamura       | 3 - 2           | Bitonto                   |

### Fase finale

#### Trentaduesimi di finale
Il tabellone principale è composto da 64 squadre e prevede la disputa dei trentaduesimi di finale in gare di sola andata riservato alle seguenti squadre:
- 55 vincenti il primo turno;
- 8 partecipanti alla Coppa Italia 2018-2019 (Como, Chieri, Rezzato, Campodarsego, Sanremo, Matelica, Albalonga, e Picerno);
- 1 finalista della Coppa Italia Serie D 2017-2018 (San Donato Tavarnelle).

La società Albalonga passa direttamente al turno successivo in virtù della decisione del Giudice Sportivo relativamente all'incontro del 1º turno Monterosi-Lupa Roma.
| Squadra 1           | Risultato       | Squadra 2                 |
| ------------------- | --------------- | ------------------------- |
| 8 settembre 2018    |                 |                           |
| Arconatese          | 1 - 1 (2-3 dtr) | Caronnese                 |
| Savignanese         | 2 - 0           | Mezzolara                 |
| 9 settembre 2018    |                 |                           |
| Bra                 | 1 - 1 (4-5 dtr) | Unione Sanremo            |
| Lavagnese           | 0 - 5           | Savona                    |
| Chieri              | 1 - 3           | Casale                    |
| Pavia               | 3 - 0           | Como                      |
| Mantova             | 2 - 2 (6-5 dtr) | Pergolettese              |
| Lecco               | 2 - 0           | Folgore Caratese          |
| Villa d'Almè        | 2 - 2 (4-3 dtr) | Pontisola                 |
| Darfo Boario        | 1 - 4           | Rezzato                   |
| Legnago             | 2 - 2 (4-3 dtr) | Arzignano                 |
| Trento              | 2 - 2 (4-5 dtr) | Ambrosiana                |
| Campodarsego        | 0 - 1           | Clodiense                 |
| Union Feltre        | 4 - 2           | Tamai                     |
| Reggio Audace       | 1 - 2           | Sammaurese                |
| Matelica            | 1 - 0           | Castelfidardo             |
| Real Forte Querceta | 1 - 0           | Tuttocuoio                |
| Montevarchi         | 1 - 0           | San Donato Tavarnelle     |
| Gavorrano           | 3 - 3 (4-5 dtr) | Seravezza                 |
| Aprilia             | 2 - 0           | Lanusei                   |
| Vis Artena          | 0 - 0 (4-5 dtr) | Flaminia CivitaCastellana |
| Cassino             | 1 - 0           | Pro Vasto                 |
| Giulianova          | 0 - 0 (3-2 dtr) | Pineto                    |
| Savoia              | 4 - 0           | Gragnano                  |
| AZ Picerno          | 2 - 0           | Castrovillari             |
| Messina             | 1 - 0           | FC Messina                |
| Marsala Calcio      | 1 - 2           | Gela                      |
| 26 settembre 2018   |                 |                           |
| Fasano              | 2 - 3           | Taranto                   |
| 3 ottobre 2018      |                 |                           |
| Cannara             | 0 - 2           | Pianese                   |
| Sorrento            | 3 - 1           | Turris                    |
| 10 ottobre 2018     |                 |                           |
| Team Altamura       | 0 - 0 (3-5 dtr) | Audace Cerignola          |

#### Sedicesimi di finale
| Squadra 1                 | Risultato       | Squadra 2    |
| ------------------------- | --------------- | ------------ |
| 10 ottobre 2018           |                 |              |
| Unione Sanremo            | 2 - 1           | Savona       |
| Casale                    | 2 - 0           | Pavia        |
| Lecco                     | 1 - 1 (4-5 dtr) | Mantova      |
| Caronnese                 | 2 - 2 (3-4 dtr) | Villa d'Almè |
| Rezzato                   | 2 - 0           | Legnago      |
| Clodiense                 | 0 - 1           | Ambrosiana   |
| Sammaurese                | 2 - 1           | Union Feltre |
| Matelica                  | 2 - 0           | Savignanese  |
| Real Forte Querceta       | 0 - 2           | Montevarchi  |
| Pianese                   | 1 - 0           | Seravezza    |
| Flaminia CivitaCastellana | 1 - 0           | Aprilia      |
| Giulianova                | 2 - 1           | Cassino      |
| Albalonga                 | 2 - 1           | Savoia       |
| Taranto                   | 0 - 1           | Sorrento     |
| Gela                      | 1 - 1 (2-4 dtr) | Messina      |
| 24 ottobre 2018           |                 |              |
| Audace Cerignola          | 1 - 2           | AZ Picerno   |

#### Ottavi di finale
| Squadra 1                 | Risultato       | Squadra 2      |
| ------------------------- | --------------- | -------------- |
| 28 novembre 2018          |                 |                |
| Casale                    | 0 - 1           | Unione Sanremo |
| Mantova                   | 1 - 0           | Villa d'Almè   |
| Ambrosiana                | 3 - 2           | Rezzato        |
| Sammaurese                | 0 - 1           | Matelica       |
| Montevarchi               | 3 - 2           | Pianese        |
| Flaminia CivitaCastellana | 0 - 0 (3-4 dtr) | Giulianova     |
| Sorrento                  | 0 - 2           | Albalonga      |
| 9 gennaio 2019            |                 |                |
| AZ Picerno                | 2 - 4           | Messina        |

#### Quarti di finale
| Squadra 1       | Risultato       | Squadra 2   |
| --------------- | --------------- | ----------- |
| 30 gennaio 2019 |                 |             |
| Unione Sanremo  | 0 - 1           | Mantova     |
| Matelica        | 2 - 1           | Ambrosiana  |
| Giulianova      | 2 - 1           | Montevarchi |
| Albalonga       | 2 - 2 (2-4 dtr) | Messina     |

#### Semifinali
| Squadra 1                   | Totale | Squadra 2 | Andata | Ritorno |
| --------------------------- | ------ | --------- | ------ | ------- |
| 27 febbraio / 3 aprile 2019 |        |           |        |         |
| Mantova                     | 2 - 3  | Matelica  | 1 - 1  | 1 - 2   |
| Giulianova                  | 3 - 4  | Messina   | 1 - 1  | 2 - 3   |

#### Finale
| Squadra 1      | Risultato | Squadra 2 |
| -------------- | --------- | --------- |
| 18 maggio 2019 |           |           |
| Messina        | 0 - 1     | Matelica  |

| Arbitro: | Arena (Torre del Greco) |

| |            | |
| Dorato 8’ | Marcatori  | |
| Avella (86' Arapi) Visconti Ricco De Santis Lo Sicco Cuccato (74' Bittaye) Angelilli Pignat (68' Margarita) Dorato (66' Florian) Melandri (61' Mancini) Bugaro | Formazioni | Meo Candè Aldovrandi (46' Selvaggio) Traditi Zappalà Ferrante (77' Ba) Biondi Pirrone (46' Marzullo) Tedesco (73' Carini) Cocimano Catalano |
| Tiozzo | Allenatori | Infantino |